# Monte Burney
Der Monte Burney ist ein eisbedeckter Stratovulkan im Süden Chiles. Er liegt etwa 190 Kilometer nordwestlich der Großstadt Punta Arenas auf der Muñoz-Gamero-Halbinsel in der Región de Magallanes y de la Antártica Chilena, südlich des Höhenzuges der Cordillera Sarmiento und ist Teil des pazifischen Feuerrings. Er ist der südlichste aktive Vulkan des Landes und des gesamten südamerikanischen Kontinentes und wurde zu Ehren des britischen Konteradmirals James Burney (1750–1821) benannt.
Die vulkanische Aktivität in der Region rührt von der Subduktion der antarktischen unter die südamerikanische Lithosphärenplatte her. Der Monte Burney entstand am westlichen Rand einer sechs Kilometer weiten Caldera. Sie ist das Überbleibsel eines ursprünglich wesentlich größeren Vulkangebäudes, das einstmals im Zuge einer Eruption zusammenbrach. Dieser Kollaps führte zu einer großen Schuttlawine, die sich in südsüdwestliche Richtung schob. Die Caldera ist teilweise gefüllt und wurde umrandet mit unvergletscherten Ablagerungen pyroklastischer Ströme. Am Berg selbst findet sich ein Eisschild. Dessen Ausdehnung reduzierte sich von noch 22,4 Quadratkilometern im Jahr 1870 auf 15,5 Quadratkilometer im Jahr 2011. Darüber hinaus ist der Monte Burney durch einen kleinen Gipfelkrater und eine vergleichsweise steil abfallende Nordflanke gekennzeichnet.
Hauptsächlich setzt sich der Monte Burney aus andesitischen und basaltischen Gesteinen zusammen, er verfügt aber auch über dazitische Komponenten mit einem SiO2-Anteil zwischen 59 und 66 Prozent. An seiner Basis haben sich Bimsstein-Sedimente abgelagert. Östliche Bereiche des Berges bestehen aus Ablagerungen holozäner pyroklastischer Ströme und möglicherweise auch älteren Vulkaniten.
Radiokarbon-Untersuchungen lieferten Hinweise auf zwei große plinianische Eruptionen mit dem VEI-Wert 5 während des Holozän, die sich auf 7450 v. Chr. ± 500 und 2320 v. Chr. ± 100 datieren lassen. Der bislang einzige bekannte Ausbruch in nachchristlicher Zeit ereignete sich im März 1910. In einem Umkreis von mindestens 30 Kilometern um den Monte Burney existiert keine urbane Besiedelung, sodass er selbst im Falle umfassenderer Aktivität kein akutes Gefahrenpotenzial besitzt.